# Lawrence Pond (meer)
Lawrence Pond is een meer in Newfoundland en Labrador, de oostelijkste provincie van Canada. Het meer bevindt zich in de gemeente Conception Bay South in het zuidoosten van Newfoundland. Rondom het meer staan tientallen huizen, waaronder heel wat vakantiewoningen, waarvan er verschillende een kleine aanlegsteiger hebben.

## Geografie
Lawrence Pond heeft een oppervlakte van 23 hectare. Het ligt in het zuidelijke deel van de gemeente Conception Bay South, op ruim 25 km ten zuidwesten van Downtown St. John's. Het meer ligt niet veel meer dan een kilometer van de kust van Conception Bay ter hoogte van Lance Cove verwijderd. Het watert naar die baai af via een beek die de naam Upper Gully River draagt.
Aan de noordrand van het meer loopt de belangrijke verbindingsweg Peacekeepers Way (provinciale route 2), waar een afrit voor Lawrence Pond voorzien is. Vrijwel rondom de volledige omtrek van het meer bevindt er zich immers bebouwing. Deze nederzetting staat net als het meer bekend onder de noemer Lawrence Pond en was van 1970 tot 1985 een zelfstandige gemeente.